# Südkoreanische Badmintonmeisterschaft 1976
Die Südkoreanische Badmintonmeisterschaft 1976 fand Ende Dezember 1976 in Seoul statt. Es war die 20. Austragung der nationalen Titelkämpfe von Südkorea im Badminton.

## Finalergebnisse
| Disziplin    | Sieger                     | Finalist                 | Ergebnis          |
| ------------ | -------------------------- | ------------------------ | ----------------- |
| Herreneinzel | Kim Bong-sub               | Han Sung-kwi             | 15-6, 17-15       |
| Dameneinzel  | Kim Eun-hee                | Jin Seong-ok             | 9-11, 11-5, 12-10 |
| Herrendoppel | Kim Bong-sub Han Sung-kwi  | Lee Ok-hyun Kim In-suk   | 15-3, 15-8        |
| Damendoppel  | Kim Hye-kyung Kim Mi-seon  | Kim Eun-hee Jin Seong-ok | 18-16, 15-8       |
| Mixed        | Han Sung-kwi Han Yoon-soon | Kim Bong-sub Kim Mi-seon | 15-10, 15-8       |